# Knud Wold
Knud Wold (født 7. maj 1907 i København, død 1. marts 1992) var en dansk direktør i bl.a. Simonsen og Weel og grosserer, gift med Marguerite Viby og far til Susse Wold. 
Sammen med forfatteren Kelvin Lindemann organiserede han en flugtrute ved Udsholt vest for Gilleleje for danske jøder under 2. verdenskrig.
Gift den 1. august 1933 med Aase Bruun, født Lehmann (29. maj 1904-?).